# مطار سانت كاترين الدولي
مطار سانت كاترين الدولي هو مطار يقع على بعد 20 ميل بحري شمال شرق مدينة سانت كاترين بسيناء، مصر. مساحة المطار 1,959,667 م² ويعمل بكفائه 80 راكب/ساعة وله مدرج رئيسي بطول 2115 م × 36 م، ولا توجد إنارة ليلية للممرات وللترامك الذي يتسع لثلاث طائرات صغيرة ومساحة التراماك 60×240 م.
طور المطار في عام 2024 لتزيد سعته 650 راكب/ ساعة بمسطح 5558 م تقريبًا، ويخطط إنشاء مبنى جديد بإجمالي مساحة 7000م بسعة 900 راكب/ ساعة وإنشاء ساحة انتظار سيارات وترك جديد.